# Elaphria mesoleuca
Elaphria mesoleuca är en fjärilsart som beskrevs av Paul Dognin 1914. Elaphria mesoleuca ingår i släktet Elaphria och familjen nattflyn. Inga underarter finns listade i Catalogue of Life.